# Bernardo Ramires Esquível
D. Bernardo Ramires Esquível, 1º Visconde de Estremoz e 1º Barão de Arruda (Lisboa, 29 de julho de 1723 – Lisboa, 27 de outubro de 1812), foi um almirante e nobre português, tendo tido uma gloriosa carreira naval.
Bernardo Ramires Esquivel realizou grandes feitos na Marinha Portuguesa durante os incontestes conflitos com piratas argelinos, sendo notável em razão de sua grande frieza de ânimo e habilidade de manobras durante as grandes tempestades que experimentou nos diversos mares e costas que percorreu a serviço nacional.

Casou-se em 04 de outubro de 1775 com D. Antónia Thereza Abraldes de Mendonça Noronha Porto-Carrero (30 de Maio de 1760 - 23 de Setembro de 1800), filha de Manuel d'Oliveira d'Abreu e Lima e de D. Maria Thereza d'Almeida Abraldes de Mendonça Porto-Carrero. Deste casamento nasceram cinco filhos: Antonio Ramires Esquivel, D. Maria Thereza, Diogo Ramires Esquivel, Manuel Ramires Esquivel e D. Isabel Bernarda.